# Alan Jackson
Alan Eugene Jackson (Newnan, Georgia, 17 de octubre de 1958) es un cantautor estadounidense de música country. Mezcla la música honky tonk con los sonidos habituales del country. Jackson ha grabado 17 álbumes de estudio, dos álbumes de Navidad, dos álbumes de gospel y varias compilaciones y álbumes de grandes éxitos.
Influido por el country neotradicional de los años 1980, fue uno de los cantantes de country más populares de la década de los noventa. Ha vendido más de 90 millones de copias de sus discos, con 66 canciones en la lista Billboard Hot Country Singles & Tracks. De los 66 títulos y seis singles como cantante invitado, 45 han llegado al top 5 y 27 han reclamado el puesto número uno. De los 17 álbumes que alcanzaron el Billboard Top Country Albums chart, seis han sido certificados multiplatino y cinco fueron platino. Ha recibido dos premios Grammy, 16 premios CMA, 17 premios ACM y nominaciones de otros muchos premios.
Entró en el Salón de la Fama de Georgia en el año 2000.

## Inicios
Jackson nació de Joseph Eugene "Daddy Gene" Jackson (n. 6 de julio de 1927, 31 de enero de 2000) y Ruth Musick "Mama Ruth" Jackson (n. 2 de abril de 1930, 7 de enero de 2017) en Newnan, Georgia, y tiene cuatro hermanas mayores. Él y su familia inmediata vivían en una pequeña casa construida alrededor del viejo cobertizo de herramientas de su abuelo. La familia es principalmente de ascendencia inglesa. Su madre vivió en la casa hasta que murió el 7 de enero de 2017. Comenzó a escribir música en 1983. Al crecer, Jackson escuchaba principalmente música gospel, hasta que un amigo le presentó a Gene Watson, John Anderson y Hank Williams Jr. Jackson asistió a la escuela Elm Street Elementary y Newnan High School, y se unió a la banda Dixie Steel después de graduarse. 
Cuando tenía 27 años y tras seis años de matrimonio, él y su esposa Denise, se mudaron de Newnan a Nashville con la esperanza de dedicarse de lleno a la música. En 1987, Jackson grabó un álbum titulado "New Traditional" en Doc's Place en Hendersonville, Tennessee, pero es extremadamente raro y solo se lanzó en Japón.

## Carrera
En Tennessee, Jackson consiguió trabajo en The Nashville Network's. Su esposa Denise le puso en contacto con Glen Campbell quien le ayudó a iniciar su carrera. Jackson firmó con Arista Records.
Su primer álbum, Here in the real World (Aquí en el mundo real), de 1989, fue un gran éxito, de la misma manera que su segundo disco Don't Rock the Jukebox, (No toques la rockola). En 1992, el álbum A Lot About Livin' (And a Little 'Bout Love) fue un éxito especial,  colocándolo como uno de los mejores cinco sencillos. También en 1992 Randy Travis lanzó tres sencillos en colaboración con Jackson: “Forever Together", "Better Class of Losers", y "I'd Surrender All". Así mismo, Travis coescribió con Jackson el sencillo "She's Got the Rhythm (And I Got the Blues)".
En 1994 Jackson deja a la discográfica Ten Ten Management que había llevado su carrera hasta ese momento y la cambió por Gary Overton.
En ese tiempo Jackson empezó a ganar también fama por sus habilidades de cantautor. Otros famosos cantantes de country empezaron a coescribir con Jackson, como Clay Walker ("If I Could Make a Living"), Chely Wright ("Till I Was Loved By You") y Faith Hill ("I Can't Do That Anymore").

## Vida personal

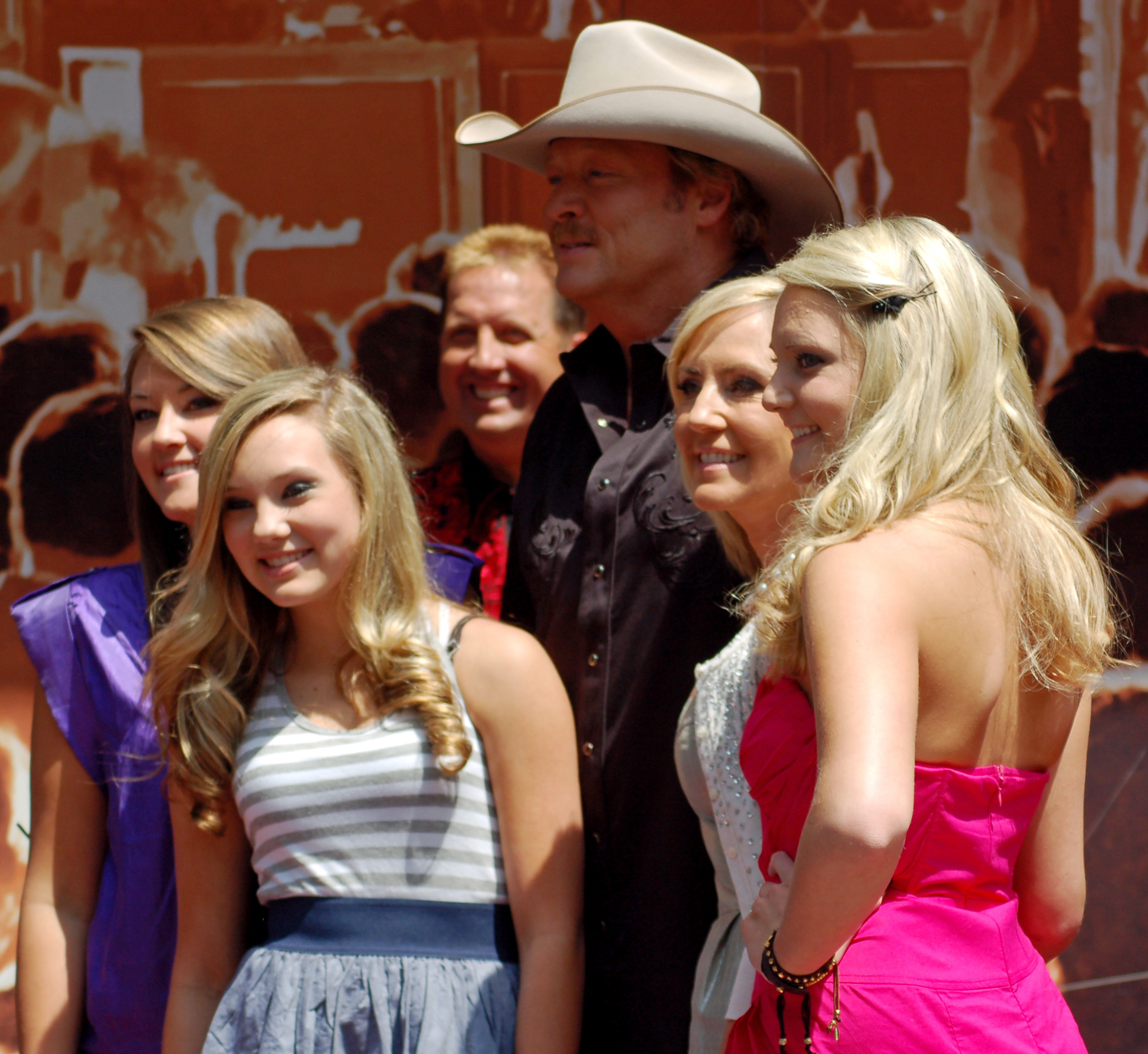
Jackson con su familia en una ceremonia para recibir una estrella en el Paseo de la Fama de Hollywood en abril de 2010

Jackson se casó con su novia de la escuela secundaria, Denise Jackson, el 15 de diciembre de 1979. Tienen tres hijas: Mattie Denise Selecman (nacida el 19 de junio de 1990), Alexandra Jane "Ali" (nacida el 23 de agosto de 1993) y Dani Grace (nacida 28 de agosto de 1997). Aunque la pareja se separó durante varios meses en 1998 debido a las tensiones de la carrera de Jackson, así como a su infidelidad, desde entonces se han reconciliado. Su historia se hace referencia en varias de las canciones de Jackson, incluidas "She Likes It Too" y "Remember When", basadas en sus recuerdos y las entrañables opiniones del amor eterno entre su esposa y él. Denise y sus hijas aparecen en el video de la última canción.
Denise Jackson escribió un libro que encabezó la lista de los más vendidos del New York Times sobre su vida con Jackson; su relación, su separación por infidelidad, el compromiso mutuo y con el cristianismo. El libro titulado; Se trata de él: encontrar el amor de mi vida, se publicó en 2007. En mayo de 2008 lanzó un Libro de regalos titulado "El camino a casa". El sobrino de Jackson, Adam Wright, también es cantautor de música country. Adam y su esposa, Shannon, actúan juntos como un dúo llamado The Wrights. Los Wright coescribieron dos canciones y cantaron voces de armonía en el álbum What I Do de Jackson. Jackson es primo del exjugador de béisbol de Grandes Ligas Brandon Moss. En junio de 2009, Jackson puso a la venta su propiedad de 135 acres (0,55 km²) en las afueras de Franklin, Tennessee, por 38 millones de dólares. La propiedad se vendió a fines de mayo de 2010 por $ 28 millones, uno de los precios más altos jamás alcanzados para la venta de una casa en el área de Nashville. En 2010, después de que Jackson mudó su propiedad a las afueras de Franklin, el cantante se mudó a una casa en el mismo suburbio de Nashville. El cantante y su esposa pagaron 3.675 millones de dólares por la propiedad en junio de 2010, pero menos de un año después pusieron la casa en venta por 3.995 millones de dólares.
Jackson mantuvo una estrecha amistad con su compañero cantante de country, George Jones. Jones ha sido mencionado en canciones como "Don't Rock the Jukebox" (Jones también apareció en el video que lo acompañaba) y "Murder on Music Row". La canción "Just Playin 'Possum" está dedicada a Jones y habla de cómo Alan solo quiere esconderse y jugar a la zarigüeya, refiriéndose a George Jones. Jones también se puede ver en el video de "Good Time". En 2008, Jones fue un invitado sorpresa en la ceremonia "CMT Giants" de Jackson, donde agradeció a Jackson por su amistad. También es amigo cercano de George Strait, quien cantó con él "Murder on Music Row". Además de sus asociaciones con grandes estrellas, Alan también mantiene sus conexiones con sus raíces y viejos amigos. Desde sus primeros días tocando la guitarra con su antiguo amigo de la escuela secundaria y compañero músico David "Bird" Burgess en el porche de la familia Burgess, era evidente que Alan iba a ser la estrella en ascenso de Newnan. Si bien "Bird" Burgess ha dejado la escena de la música country para buscar otras vías, los dos siguen siendo amigos. En el funeral de George Jones, el 2 de mayo de 2013, Jackson interpretó uno de los clásicos de Jones, "He Stopped Loving Her Today", al cierre del servicio en el Grand Ole Opry en Nashville. Ávido coleccionista de autos clásicos, la colección de Jackson incluye un Amphicar, un Shelby GT 500 KR Convertible de 1968 y un Chevelle SS 396 de 1970, entre otros.

## Banda
La banda de Alan Jackson es The Strayhorns desde 1989. Los músicos actuales son:
- Monty Allen - guitarra acústica, voz
- Scott Coney - guitarra acústica, bajo, banjo
- Melodie Crittenden - voz
- Robbie Flint - guitarra eléctrica
- Danny Groah - guitarra
- Mark McClurg - violín, voces
- Bruce Rutherford - batería
- Joey Schmidt - teclado
- Roger Wills - guitarra y bajo
- Jesus Beltran- guitarra acústica, voz

## Discografía
- New Traditional (1987)
- Here in the Real World (1990)
- Don't Rock the Jukebox (1991)
- A Lot About Livin' (And a Little 'Bout Love) (1992)
- Honky Tonk Christmas (1993)
- Who I Am (1994)
- Everything I Love (1996)
- High Mileage (1998)
- Under the Influence (1999)
- When Somebody Loves You (2000)
- Drive (2002)
- Let It Be Christmas (2002)
- What I Do (2004)
- Precious Memories (2006)
- Like Red on a Rose (2006)
- Good Time (2008)
- Freight Train (2010)
- Thirty Miles West (2012)
- Precious Memories Volume II (2013)
- The Bluegrass Album (2013)
- Angels and Alcohol (2015)
- Precius Memories Collection (2016)
- Where Have You Gone (2021)